# Weiß Schwarz
Weiß Schwarz (ヴァイスシュヴァルツ?, Vaisu Shuvarutsu) è un gioco di carte collezionabili giapponese ideato dalla Bushiroad, basato sul combattimento dei vari personaggi delle serie anime, manga o di videogiochi. Il gioco è separato dai lati Weiß e Schwarz, rispettivamente "bianco" e "nero" in tedesco. Come regola generale, le serie Weiß hanno effetti migliori rispetto alle serie Schwarz. Comunque, con le nuove serie in fase di pubblicazione da entrambi i lati, non c'è molta differenza.

## Regole del gioco
Il gioco si concentra su due aspetti principali: battaglia tra i vari personaggi delle serie ed il conteggio Clock / Livello che regola quali carte possono essere giocate e quale giocatore rischia di perdere.

## Condizioni di vittoria
- Il giocatore che forza il suo avversario a raggiungere il Livello 4.
- L'avversario che non ha carte nel suo Deck e nella Waiting Room.

## Terreno di gioco

### Area del Deck
Il Deck del giocatore è piazzato in faccia in giù in questa area, ed esso è formato da 50 carte. A differenza degli altri giochi di carte, quando il deck non ha più carte, il giocatore mischia le carte nella Waiting Room e forma così il nuovo Deck, prendendo la prima carte del suo nuovo Deck e piazzandola nella area del Clock

### Area del Livello
Le carte piazzate in questa area rappresentano il Livello del giocatore. Se si raggiunge il Livello 4, si perde la partita

### Area del Clock
Quando un giocatore prende dei danni, il totale viene aggiunto in carte dalla cima del Deck in questa area. Essa può contenere fino a sei carte; tuttavia quando viene aggiunta la settima carta, il giocatore è costretto ad aumentare di livello.

### Area dello Stock
Le carte che rappresentano lo "Stock" vengono piazzate in questa area. Esse vengono piazzate coperte dopo il Trigger Check e non possono essere riviste né riordinate.

### Area del Climax
Solo una carta Climax può essere giocata in questa area. Nella End Phase, la carta in quest'area viene mandata nella Waiting Room.

### Area dello Stage
Consiste in 5 posizioni. Le carte Personaggio sono posizionate scoperte in queste aree. Ci sono due tipi di Stage:
- Center Stage

Le tre posizioni in prima fila formano il Center Stage. Le carte Personaggio posizionate qui possono attaccare i Personaggi dell'avversario di fronte a loro.
- Back Stage

Le due posizioni nella seconda fila formano il Back Stage. Le carte Personaggio posizionate qui NON possono attaccare. Tuttavia, in genere, le carte piazzate nel Back Stage posseggono effetti di supporto.

### Waiting Room
Le carte che sono state ritirate o usate sono piazzate qui.

### Area del Memory
Le carte rimosse dal gioco, vanno posizionate qui.

## Fasi
Weiß Schwarz è diviso in diverse fasi durante il turno del giocatore:

### Stand phase
Tutti i personaggi sullo Stago che sono [Rest] ritornano [Stand].

### Draw phase
Il giocatore pesca una carta dalla cima del Deck

### Clock phase
Il giocatore può posizionare una carta dalla sua mano nell'area del Clock per pescare 2 carte addizionali dal Deck.

### Main phase
In questa fase si possono giocare le carte Personaggio o Evento, attivare effetti o spostare i Personaggi tra le varie posizioni dello Stage.

### Climax phase
Le carte Climax si possono giocare solo in questa fase.

### Battling phase
Il giocatore dichiara un attacco con un personaggio alla volta, infliggendo danni all'avversario che saranno aggiunti nella sua area del Clock. In Weiß Schwarz ogni attacco genera sempre dei danni (salvo effetti).  Nel primo turno, il giocatore può attaccare con un solo personaggio. Solo i Personaggi in [Stand] e nel Center Stage possono attaccare. Una volta che hanno attaccato, i Personaggi vengono messi [Rest] dalla posizione di [Stand]. Esistono tre tipi di Attacco:
- Attacco Diretto

L'attacco di default quando un Personaggio attacca uno slot vuoto. In questo caso, il personaggio guadagna un Soul.
- Attacco Frontale

L'attacco avviene tra il personaggio scelto ed il personaggio avversario che lo fronteggia. Il personaggio dei due che ha minore Power, viene messo [Reverse] ( da qualsiasi posizione [Stand] o [Rest] ) e sarà inviato nella Waiting Room nell'Encore Phase
- Attacco Laterale

L'attacco non coinvolge il personaggio avversario; tuttavia ci sarà una penalizzazione: il danno sarà uguale al numero di soul del Personaggio attaccante meno il livello del Personaggio dell'avversario che si fronteggia (quest'ultimo, nell'attacco laterale, non va in [Reverse], anche se ha il Power minore)

### Trigger phase
Quando si dichiara un attacco, si rivela la prima carta del Deck e si effettua il Trigger Check, controllando le icone in alto a destra della carta ed applicando i possibili effetti o danni addizionali. La carta rivelata va poi aggiunta nello Stock.

### Counter phase
Se il giocatore ha dichiarato un attacco frontale, il suo avversario può giocare una carta Personaggio/Evento Counter, se ne ha.

### Damage phase
Il giocatore rivela tante carte dalla cima del deck quanti sono i danni ricevuti e successivamente posizionate nell'area del Clock. Raggiunte 7 carte, il giocatore deve salire di livello, scegliendo una di queste carte e posizionandola nell'area del Livello; le rimanenti carte del Clock vanno nella Waiting Room. Se si ricevono più di 7 danni, i danni in eccesso vengono inseriti nell'area del Clock dopo aver posizionato la carta nella zona del Livello e mandato le altre nella Waiting Room. Tuttavia, se nel rivelare le carte dalla cima del mazzo viene scoperta una carta climax, l'intero danno ricevuto viene cancellato e tutte le carte fino a quel momento rivelate vengono messe nella Waiting Room.

### Character battling phase
Questa fase avviene solo nell'Attacco Frontale. Viene effettuato un confronto tra il Power dei Personaggi, ed il personaggio col valore minore viene messo [Reverse]. Se il valore è uguale, entrambi i personaggi vanno [Reverse].

### Encore phase
Questa fase avviene quando il giocatore smette di attaccare. In questa fase tutti i Personaggi [Reverse] vanno nella Waiting Room. Tuttavia tutti i personaggi in questa fase possono ritornare [Rest] se il giocatore paga 3 Stock per ogni personaggio dalla sua area di Stock ed evitare di essere inviato nella Waiting Room. Alcune carte Personaggio posseggono ulteriori particolari effetti che permettono di riportare la carta in posizione [Rest] in questa fase, come, ad esempio, mettere la prima carta del mazzo nel Clock o scartare una carta Personaggio nella Waiting Room, senza spendere i 3 Stock.

### End phase
Il turno finisce.

## Tipi di carte
Ci sono 3 tipi di carte in Weiß Schwarz: carte Personaggio, carte Evento e carte Climax. Esse sono suddivise in colori e livelli. Un deck può contenere fino a 4 copie della stessa carte, e non più di 8 carte Climax. Il numero esatto di carte nel deck deve essere 50. Le carte sono composte da quattro colori: Rosso, Giallo, Verde e Blu.

### Carte Personaggio
Le carte Personaggio sono la base del gioco, dato che servono per infliggere danno all'avversario. Le carte Personaggio hanno diverse caratteristiche, come il livello ed il costo posizionati nella parte superiore sinistra, il soul trigger in alto a destra, effetti, colori, Power e tratti in basso. Per giocare un Personaggio, bisogna soddisfare i requisiti del colore (per le carte dal livello 1in poi), del costo e del livello.

### Carte Evento
Le carte Evento sono istantanee e possono essere giocate durante la Main Phase: esse garantiscono svariati effetti. Le carte Evento devono soddisfare il requisito del colore per essere giocate.

### Carte Climax
Le carte Climax servono come potenziamenti al soul o al Power se giocate durante la Climax Phase oppure nell'attuare diversi effetti se rivelate nel Trigger Check. Data l'importanza di questo tipo di carte, in un deck possono essere giocate al massimo 8 carte di questo tipo. Le carte Climax devono soddisfare il requisito del colore per essere giocate. Le carte Climax hanno la particolarità di essere illustrate orizzontalmente.

### Esempi di carte
1. Nome Giapponese (nelle carte inglesi è sempre presente sopra al nome inglese)
2. Nome Inglese (nelle carte giapponesi non è presente)
3. Livello
4. Costo
5. Icona
6. Trigger
7. Testo
8. Power
9. Soul
10. Tratti
11. Colore

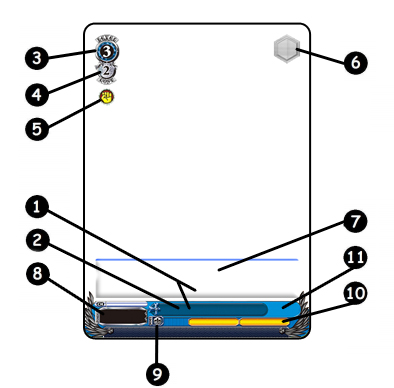
Carta Personaggio

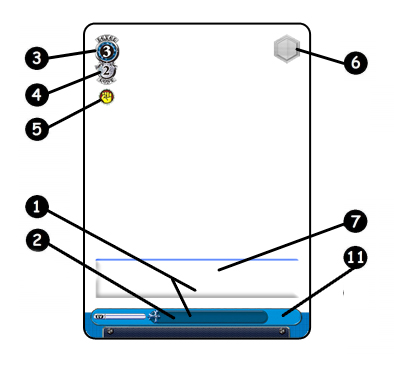
Carta Evento

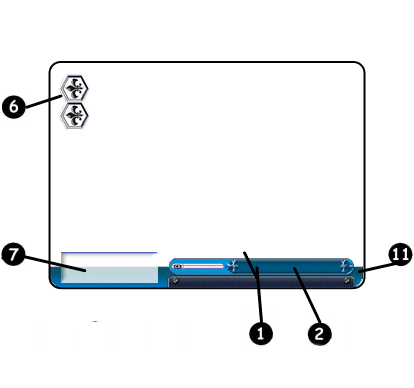
Carta Climax

Ulteriori spiegazioni sui tipi di carte, icona, trigger ed altri attributi delle carte si possono trovare nel regolamento.

## Serie Weiß Schwarz

### Serie Principali

#### Lato Weiß
- Angel Beats! & Kud Wafter
- Angel Beats! Re:Edit
- D.C. & D.C. II
- D.C. & D.C. II Plus Communication
- D.C. III
- D.C. 10th Anniversary Mix
- Day Break Illusion - il sole penetra le illusioni
- Girl Friend Beta
- Index & Railgun
- Index II & Railgun
- Little Busters!
- Little Busters! Anime
- Little Busters! Ecstasy
- Love Live! School Idol Project
- Love Live! School Idol Festival
- Love Live! School Idol Project Volume 2
- Lucky Star
- Mahō shōjo Lyrical Nanoha A's
- Magical Girl Lyrical Nanoha The MOVIE 1st & 2nd A's
- Magical Girl Lyrical Nanoha The MOVIE 2nd A's
- Nanoha StrikerS
- Nisekoi
- Phantom ~Requiem for the Phantom~
- Puella Magi Madoka Magica
- Puella Magi Madoka Magica - Parte 3 - La storia della ribellione
- Rewrite
- Rewrite Harvest festa!
- Robotics;Notes
- Senki Zesshō Symphogear
- Senki Zesshō Symphogear G
- Shakugan no Shana
- The Melancholy of Haruhi Suzumiya
- Toaru Kagaku no Railgun S
- Vividred Operation
- Zero no Tsukaima
- Zero no Tsukaima F

#### Lato Schwarz
- Accel World
- Bakemonogatari
- Crayon Shin-chan
- Disgaea
- Fairy Tail
- Fate/stay night
- Fate/stay night [Unlimited Blade Works]
- Fate/Zero
- Gargantia on the Verdurous Planet
- Guilty Crown
- Hatsune Miku: Project DIVA F
- Hatsune Miku: Project DIVA F 2nd
- Kantai Collection
- Kantai Collection: The Second Fleet
- Kill la Kill
- L'attacco dei giganti
- Log Horizon
- Macross Frontier
- Melty Blood
- Nisemonogatari
- Persona 3
- Persona 4
- Rebuild of Evangelion
- Sengoku Basara
- Shining Force EXA
- Sword Art Online
- Sword Art Online II
- Tantei Opera Milky Holmes
- Tantei Opera Milky Holmes: Change of dress
- Tantei Kageki Milky Holmes TD
- Terra Formars
- The Idolmaster
- The Idolmaster 2
- The Idolmaster Anime
- The Idolmaster Movie
- The King of Fighters

### Extra Pack/Extra Booster

#### Lato Weiß
- Angel Beats!
- Angel Beats! Volume 2
- CLANNAD Volume 1
- CLANNAD Volume 2
- CLANNAD Volume 3
- D.C. Four Seasons
- D.C. & D.C. II
- D.C. & D.C. II Plus Communication
- D.C. II Plus Communication
- D.C. III Anime
- Dog Days
- Little Busters! Card Mission
- Little Busters! Ecstasy
- Little Busters! Refrain
- Love Live!
- Magical Girl Lyrical Nanoha The MOVIE 1st
- Nichijou
- Shakugan no Shana III -FINAL-
- Sora Kake Girl/My-HiME & My-Otome
- Sora Kake Girl/My-HiME & My-Otome Volume 2
- The Melancholy of Haruhi Suzumiya
- Nisekoi

#### Lato Schwarz
- Black Rock Shooter
- CANAAN
- Chō-Bakuretsu I-Jigen Menko Battle Gigant Shooter Tsukasa
- Devil Survivor 2: The Animation
- Disgaea 4
- Disgaea D2
- Fairy Tail
- Fate/hollow ataraxia
- Fate/kaleid liner Prisma Illya
- Fate/kaleid liner Prisma Illya 2wei!
- Fate/Zero
- Katanagatari
- Psycho-Pass
- Milky Holmes: Genius 4 Counterattack
- Milky Holmes: The Empire Strikes Back
- Persona 4
- Persona 4: The Ultimate in Mayonaka Arena
- Persona 4: The Animation
- Persona Q: Shadow of the Labyrinth
- Sengoku Basara II
- Sword Art Online Volume 2
- The Idolmaster Dearly Stars
- Wooser's Hand-to-Mouth Life

### Serie in uscita
- Love Live! feat. School Idol Festival vol 2
- To Love-Ru Darkness
- Shining Resonance
- Puyo Puyo
- Charlotte